# Сарсы-Вторые
Сарсы-Вторые (мар. Вӱдӓн Сарсаде) — село в Красноуфимском округе Свердловской области. Входит в состав Сарсинского сельского совета.

## География
Населённый пункт расположен на левом берегу реки Еманзельга в 45 километрах на юго-юго-восток от административного центра округа — города Красноуфимск.

## История
В 1895 г. построена деревянная церковь Бориса и Глеба. В 1913 г. в честь Боголюбской иконы Пресвятой Богородицы освящена вторая деревянная церковь — Боголюбского женского монастыря. Церкви закрыты: первая в 1937 году, вторая в 1920-е годы и снесена. Заброшенная территория бывшего Боголюбского монастыря используется для работы летнего приходского лагеря для воспитанников детского приюта Свято-Троицкого храма Красноуфимска. В 2002 г. на монастырской земле освящён родник

## Население
| 2002 | 2010 | 2021 |
| ---- | ---- | ---- |
| 673  | ↘649 | ↘572 |

## Улицы
Село разделено на восемь улиц (Заречная, Ленина, Мира, Набережная, Новая, Победы, Полевая, Садовая) и один переулок (Боголюбский).